# Bộ chuyển đổi
Bộ chuyển đổi là thiết bị chuyển đổi năng lượng từ dạng này sang dạng khác. Thông thường một bộ chuyển đổi sẽ chuyển đổi một tín hiệu trong một dạng năng lượng này thành một tín hiệu trong một dạng năng lượng khác.
Bộ chuyển đổi thường được sử dụng ở ranh giới của hệ thống tự động, đo lường và điều khiển, trong đó tín hiệu điện được chuyển đổi từ các đại lượng vật lý khác (năng lượng, lực, mô-men xoắn, ánh sáng, chuyển động, vị trí, v.v.). Quá trình chuyển đổi một dạng năng lượng này sang dạng năng lượng khác được gọi là sự chuyển đổi hay sự biến đổi.

## Các loại bộ chuyển đổi

### Bộ chuyển đổi cơ và điện
Các bộ chuyển đổi chuyển đổi các đại lượng vật lý thành các dạng cơ năng được gọi là bộ chuyển đổi cơ học;
bộ chuyển đổi chuyển đổi các đại lượng vật lý thành điện được gọi là bộ chuyển đổi điện.Các bộ chuyển đổi chuyển đổi các đại lượng vật lý thành điện năng được gọi là bộ chuyển đổi điện. Ví dụ là một cặp nhiệt điện thay đổi sự chênh lệch nhiệt độ thành một điện áp nhỏ, hoặc một biến áp so lệch biến thiên tuyến tính (LVDT) được sử dụng để đo độ dịch chuyển.

### Cảm biến và bộ truyền động
Các bộ chuyển đổi có thể được phân loại theo hướng mà thông tin đi qua chúng:
- Cảm biến là bộ chuyển đổi thì nhận và phản hồi tín hiệu hoặc kích thích từ một hệ thống vật lý.[2][3][4] Nó tạo ra một tín hiệu, đại diện cho thông tin về hệ thống, được sử dụng bởi một số loại hệ thống trắc viễn, thông tin hoặc điều khiển.
- Thiết bị truyền động là thiết bị dùng để di chuyển hoặc điều khiển một cơ cấu hoặc hệ thống. Nó được điều khiển bởi một tín hiệu từ một hệ thống điều khiển hoặc điều khiển bằng tay. Nó được vận hành bởi một nguồn năng lượng, có thể là lực cơ học, dòng điện, áp suất thủy lực, hoặc áp suất khí nén, và chuyển đổi năng lượng đó thành chuyển động. Bộ truyền động là cơ chế mà hệ thống điều khiển hoạt động trên môi trường.Bộ truyền động là cơ cấu mà hệ thống điều khiển hoạt động trong môi trường. Hệ thống điều khiển có thể đơn giản (một hệ thống cơ khí hoặc điện tử cố định), dựa trên phần mềm (ví dụ: trình điều khiển máy in, hệ thống điều khiển robot), một con người hoặc bất kỳ đầu vào nào khác.[2]
- Bộ chuyển đổi hai chiều chuyển đổi hiện tượng vật lý thành tín hiệu điện và cũng chuyển đổi tín hiệu điện thành hiện tượng vật lý. Một ví dụ về bộ chuyển đổi hai chiều đó là ăng-ten, nó có thể chuyển đổi sóng vô tuyến (sóng điện từ) thành tín hiệu điện được xử lý bởi bộ thu sóng radio hoặc dịch tín hiệu điện từ máy phát sang sóng vô tuyến. Một ví dụ khác là cuộn dây thoại, được sử dụng trong các bộloa để chuyển tín hiệu âm thanh điện thành âm thanh và trong các micrô động để chuyển sóng âm thành tín hiệu điện.[2]

### Cảm biến thụ động và cảm biến chủ động
- Cảm biến thụ động cần một nguồn điện bên ngoài để hoạt động, được gọi là tín hiệu kích thích. Tín hiệu được điều chế bởi cảm biến để tạo ra tín hiệu đầu ra. Ví dụ, một nhiệt điện trở(thermistor) không tạo ra bất kỳ tín hiệu điện nào, nhưng bằng cách truyền một dòng điện qua nó, điện trở của nó có thể được đo bằng cách phát hiện các thay đổi của dòng điện hoặc điện áp đặt lên nó.[2][5]
- Ngược lại, các cảm biến tích cực tạo ra một dòng điện ứng với một kích thích bên ngoài đóng vai trò như tín hiệu đầu ra mà không cần nguồn năng lượng bổ sung. Ví dụ là photodiode, và cảm biến áp điện(piezoelectric), cặp nhiệt điện.[6]

## Đặc tính
Một số thông số kỹ thuật được sử dụng để đánh giá bộ chuyển đổi như sau
- Dãi động học: Đây là tỷ số giữa tín hiệu biên độ lớn nhất và tín hiệu biên độ nhỏ nhất mà bộ chuyển đổi có thể dịch hiệu quả.[2] Các bộ chuyển đổi với dãi động học càng lớn thì càng "nhạy cảm" và càng chính xác.
- Độ ổn định: Đây là khả năng tạo ra một đầu ra giống hệt nhau của bộ chuyển đổi khi được kích thích bởi cùng một đầu vào.
- Nhiễu: Tất cả các bộ chuyển đổi đều thêm vào một số nhiễu ngẫu nhiên vào đầu ra của chúng. Trong bộ chuyển đổi điện, nhiễu có thể là nhiễu điện do chuyển động nhiệt của điện tích trong mạch điện. Nhiễu sẽ làm hỏng các tín hiệu nhỏ hơn là những tín hiệu lớn.
- Độ trễ: Đây là thuộc tính trong đó đầu ra của bộ chuyển đổi không chỉ phụ thuộc vào đầu vào hiện tại mà còn phụ thuộc vào đầu vào trước đây của nó. Ví dụ, thiết bị truyền động sử dụng bánh răng có thể có vài phản xung nào đó, có nghĩa là nếu hướng chuyển động của bộ truyền động đảo ngược, sẽ có một vùng chết trước khi đầu ra của bộ truyền động đảo ngược, được gây ra bởi khe hở giữa răng bánh răng.

## Các ứng dụng
- Điện từ:

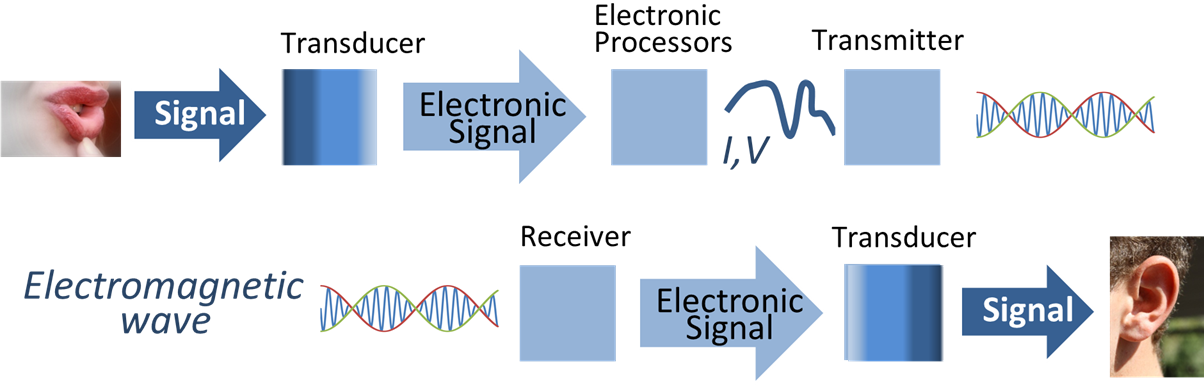
Các bộ chuyển đổi được sử dụng trong các hệ thống truyền thông điện tử để chuyển đổi tín hiệu của các dạng vật lý khác nhau thành tín hiệu điện tử và ngược lại.Trong ví dụ này, bộ chuyển đổi đầu tiên có thể là một micrôphone và bộ chuyển đổi thứ hai có thể là loa.

  - Atenna - chuyển đổi qua lại giữa sóng điện từ truyền tới và các tín hiệu điện truyền đi
  - Đầu từ - chuyển đổi qua lại giữa chuyển động vật lý tương đối tín hiệu điện
  - Đầu băng, đầu đọc-ghi đĩa - chuyển đổi qua lại giữa từ trường trên một môi trường từ tính và tín hiệu điện
  - Cảm biến hiệu ứng Hall - chuyển đổi mức từ trường thành tín hiệu điện
- Điện hóa:
  - Đầu dò pH
  - Cảm biến khí oxy Electro-galvanic
  - Cảm biến khí hydro
- Thiết bị cơ điện (các thiết bị đầu ra cơ điện thường được gọi là thiết bị truyền động):
  - Gia tốc kế
  - Cảm biến lưu lượng không khí
  - Electroactive polymers
  - Động cơ chuyển động quay, động cơ chuyển động thẳng
  - Điện kế
  - Biến áp sai lệch tuyến tính hoặc biến áp sai lệch quay
  - Load cell s - chuyển đổi lực thành tín hiệu điện mV / V sử dụng đồng hồ đo biến dạngCảm biến tải trọng- chuyển đổi lực thành tín hiệu điện mV/V sử dụng đồng hồ đo độ biến dạng
  - Hệ thống cơ điện tử
  - Áp kế (khi được sử dụng để đo vị trí)
  - Cảm biến áp suất
  - Áp kế dây
  - Cảm biến xúc giác
  - Máy phát điện rung
- Điện âm:
  - Loa, tai nghe - chuyển đổi tín hiệu điện thành âm thanh (tín hiệu được khuếch đại → từ trường → chuyển động → áp suất khí)
  - Microphone - chuyển đổi âm thanh thành tín hiệu điện (áp suất không khí → chuyển động của dây dẫn/cuộn dây → từ trường → tín hiệu điện)[2]
  - Pickup (công nghệ âm nhạc) - chuyển đổi chuyển động của dây đàn kim loại thành tín hiệu điện (từ tính → tín hiệu điện)
  - bộ chuyển đổi xúc giác- chuyển tín hiệu điện thành độ rung (tín hiệu điện → rung)
  - Tinh thể áp điện - chuyển đổi qua lại giữa độ biến dạng của tinh thể trạng thái rắn (dao động) và tín hiệu điện
  - Máy địa âm - chuyển đổi một chuyển động mặt đất (chuyển dịch) thành điện áp (rung động → chuyển động của dây dẫn/cuộn dây → từ trường → tín hiệu)
  - Pickup máy hát - (áp suất không khí → chuyển động → từ trường → tín hiệu điện)
  - Máy thủy âm - chuyển đổi những thay đổi trong áp lực nước thành tín hiệu điện
  - Bộ tiếp sóng âm (sonar) (áp lực nước → chuyển động của dây dẫn/cuộn dây → từ trường → tín hiệu điện)
  - Bộ thu phát sóng siêu âm,truyền siêu âm (được chuyển đổi từ tín hiệu điện) cũng như thu nhận sóng siêu âm sau khi sóng âm phản xạ từ các đối tượng mục tiêu, giúp hình dung ra hình ảnh của những đối tượng đó.
- Điện-quang (quang điện):
  - Đèn huỳnh quang - chuyển đổi năng lượng điện thành ánh sáng không kết hợp
  - Đèn sợi đốt - chuyển đổi năng lượng điện thành ánh sáng không kết hợp
  - Diode phát quang - chuyển đổi năng lượng điện thành ánh sáng không kết hợp
  - Diode Laser - chuyển đổi năng lượng điện thành ánh sáng không kết hợp
  - Photodiode, photoresistor, phototransistor, photomultiplier - chuyển đổi sự thay đổi các mức ánh sáng thành tín hiệu điện
  - Photodetector hoặc photoresistor hoặc điện trở phụ thuộc ánh sáng (LDR) - chuyển đổi những thay đổi trong mức ánh sáng thành những thay đổi trong điện trở
  - Ống tia cathode (CRT) - chuyển tín hiệu điện thành tín hiệu thị giác
- Tĩnh điện:
  - Điện kế
- Nhiệt điện:
  - Đầu dò nhiệt điện trở (RTD) - chuyển đổi nhiệt độ thành tín hiệu điện trở
  - Cặp nhiệt điện - chuyển đổi nhiệt độ tương đối của các mối nối kim loại thành điện áp
  - Thermistor (bao gồm điện trở PTC và điện trở NTC)
- Radioacoustic:
  - Ống Geiger-Müller - chuyển đổi bức xạ ion hóa tới tín hiệu xung điện
  - Máy thu radio chuyển đổi điện từ sang tín hiệu điện.
  - Máy phát vô tuyến chuyển đổi tín hiệu điện thành sóng điện từ.